# Park Narodowy Grand Teton
Park Narodowy Grand Teton (ang. Grand Teton National Park) – park narodowy położony w północno-zachodniej części stanu Wyoming, przy granicy ze stanem Idaho w Stanach Zjednoczonych. Park został utworzony w 1929 roku. Jego obecna powierzchnia wynosi 1255 km². Nazwa parku pochodzi od nazwy Grand Teton, najwyższej góry w  paśmie górskim Teton oraz drugiej co do wysokości góry w stanie Wyoming.

## Historia parku

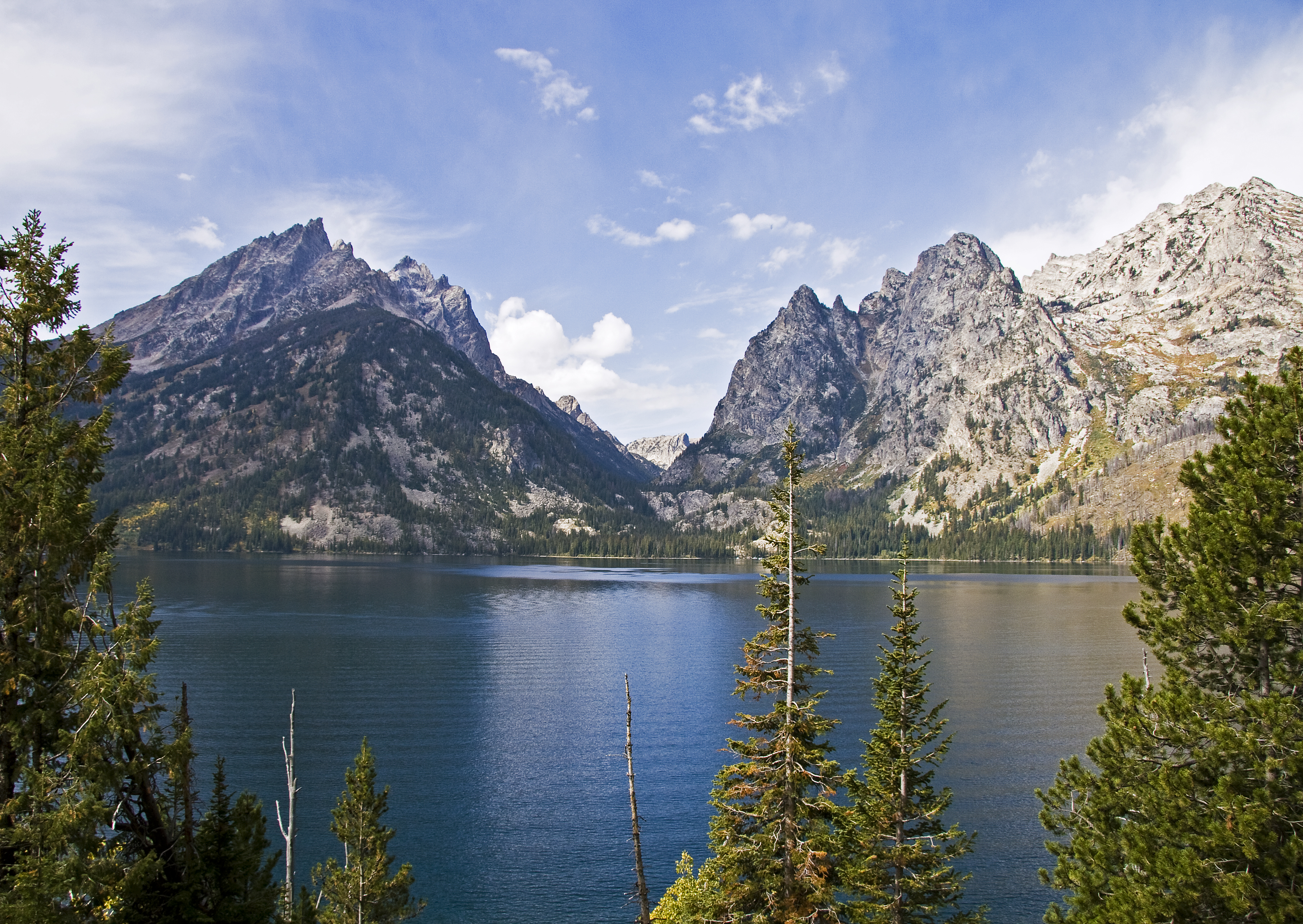
Jezioro Jenny i w tle Cascade Canyon

Park został ustanowiony oficjalnie 26 lutego 1929 roku na powierzchni 388 km². Pierwotnie park obejmował swoim zasięgiem wyłącznie masyw górski Grand Teton oraz sześć jezior polodowcowych leżących u jego podnóża. Filantrop John Davison Rockefeller Jr. dążył do powiększenia parku i na skutek jego starań prezydent Franklin Delano Roosevelt ustanowił 15 marca 1943 roku pomnik narodowy Jackson Hole National Monument o powierzchni 894 km². Pomnik został zlikwidowany 14 września 1950 roku, a większość jego terenów została włączona do parku narodowego. Ten sam akt prawny uznał wysiłki Rockefellera w celu ochrony tego obszaru nazywając drogę łączącą południową granicę Parku Narodowego Yellowstone z północną granicą parku narodowego Grand Teton jako John D. Rockefeller Jr. Memorial Parkway.

## Fauna

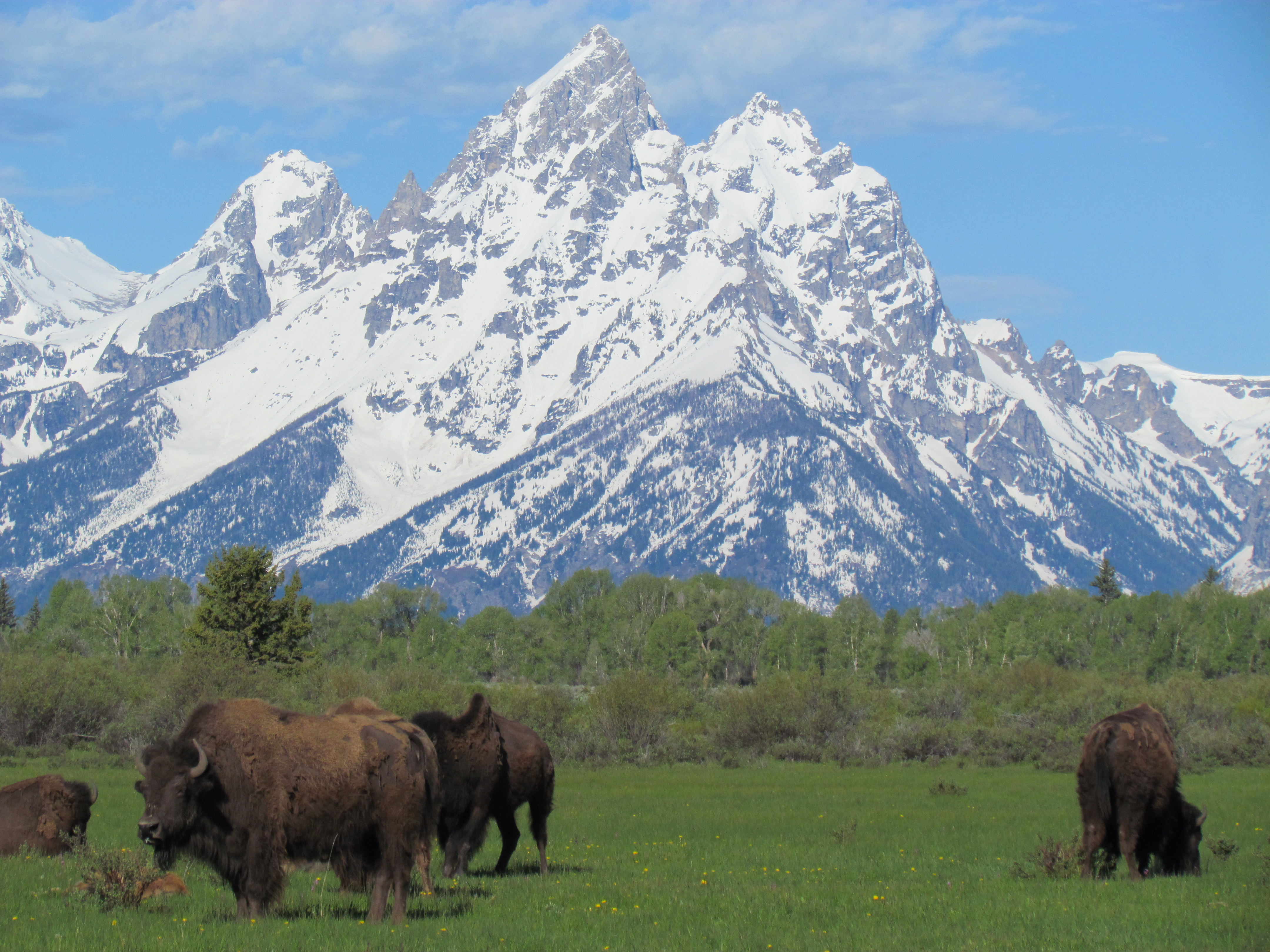
Wypas bizonów w dolinie Jackson Hole

Na terenie Parku Narodowego Grand Teton żyje wiele dzikich gatunków zwierząt, wśród których można wymienić: niedźwiedzia grizli, baribala, pumę, bizona, kojota preriowego, wilka, łosia, wapiti, wiewiórkę szarą, kunę świerkową. Spośród ptaków można wymienić: orła przedniego, bielika amerykańskiego, rybołowa zwyczajnego.

## Flora
Na terenie Parku Narodowego Grand Teton występuje ponad tysiąc gatunków roślin naczyniowych. Wśród roślin występujących w parku można wymienić sosnę białokorą, sosnę giętką, świerk Engelmanna, sosnę wydmową, jedlicę, świerk kłujący.

## Turystyka
Infrastruktura turystyczna w parku jest stosunkowo dobrze rozwinięta. Łączna długość szlaków turystycznych wynosi ok. 300 km.